# 2009-es Amstel Gold Race
A 2009-es Amstel Gold Race a 44. volt 1966 óta. 2009. április 19-én rendezték meg. A 2009-es UCI-világranglista egyik versenye. Az orosz Sergei Ivanov nyerte meg. A második és harmadik helyet két holland, Karsten Kroon és Robert Gesink szerezték meg.

## Végeredmény
|    | Versenyző                   | Csapat           | Idő                 |
| -- | --------------------------- | ---------------- | ------------------- |
| 1  | Sergei Ivanov (RUS)         | Katyusa          | 6:38:31             |
| 2  | Karsten Kroon (NED)         | Team Saxo Bank   | 6:38:31 (+00:00:00) |
| 3  | Robert Gesink (NED)         | Rabobank         | 6:38:39 (+00:00:08) |
| 4  | Philippe Gilbert (BEL)      | Silence-Lotto    | 6:38:39 (+00:00:08) |
| 5  | Damiano Cunego (ITA)        | Lampre-N.G.C.    | 6:38:39 (+00:00:08) |
| 6  | Alexandr Kolobnev (RUS)     | Team Saxo Bank   | 6:38:39 (+00:00:08) |
| 7  | Simon Gerrans (AUS)         | Cervélo TestTeam | 6:38:39 (+00:00:08) |
| 8  | Nick Nuyens (BEL)           | Rabobank         | 6:38:39 (+00:00:08) |
| 9  | Christian Pfannberger (AUT) | Katyusa          | 6:38:39 (+00:00:08) |
| 10 | Andy Schleck (LUX)          | Team Saxo Bank   | 6:38:39 (+00:00:08) |